# Banu Salama
De Banu Salama (Arabisch: بني سلمة) was een Arabische dynastie afkomstig uit de Hedjaz die regeerden over de Aragonese regio's Huesca en Barbastro vanaf c. 780 tot 800 n.Chr.
In 800 kwam Bahlul Ibn Marzuq (een voormalige bondgenoot van de Banu Salama) in Zaragoza in opstand, versloeg de Arabische bondgenoten van de Banu Salama samen met de Banu Qasi in de strijd, nam de regio in en zette de Banu Salama af. Instrumenteel voor hun afzetting was de steun van het volk die Bahlul Ibn Marzuq kreeg na publieke steun van de theoloog Ibn al-Mughallis.